# 公園上駅
公園上駅（こうえんかみえき）は、神奈川県足柄下郡箱根町強羅にある小田急箱根鋼索線（箱根登山ケーブルカー）の駅である。駅番号はOH 59。

## 歴史
- 1921年（大正10年）12月1日 - 開業。
- 1944年（昭和19年）2月11日 - 不要不急路線となり営業休止。
- 1950年（昭和25年）7月1日 - 営業再開。

## 駅構造

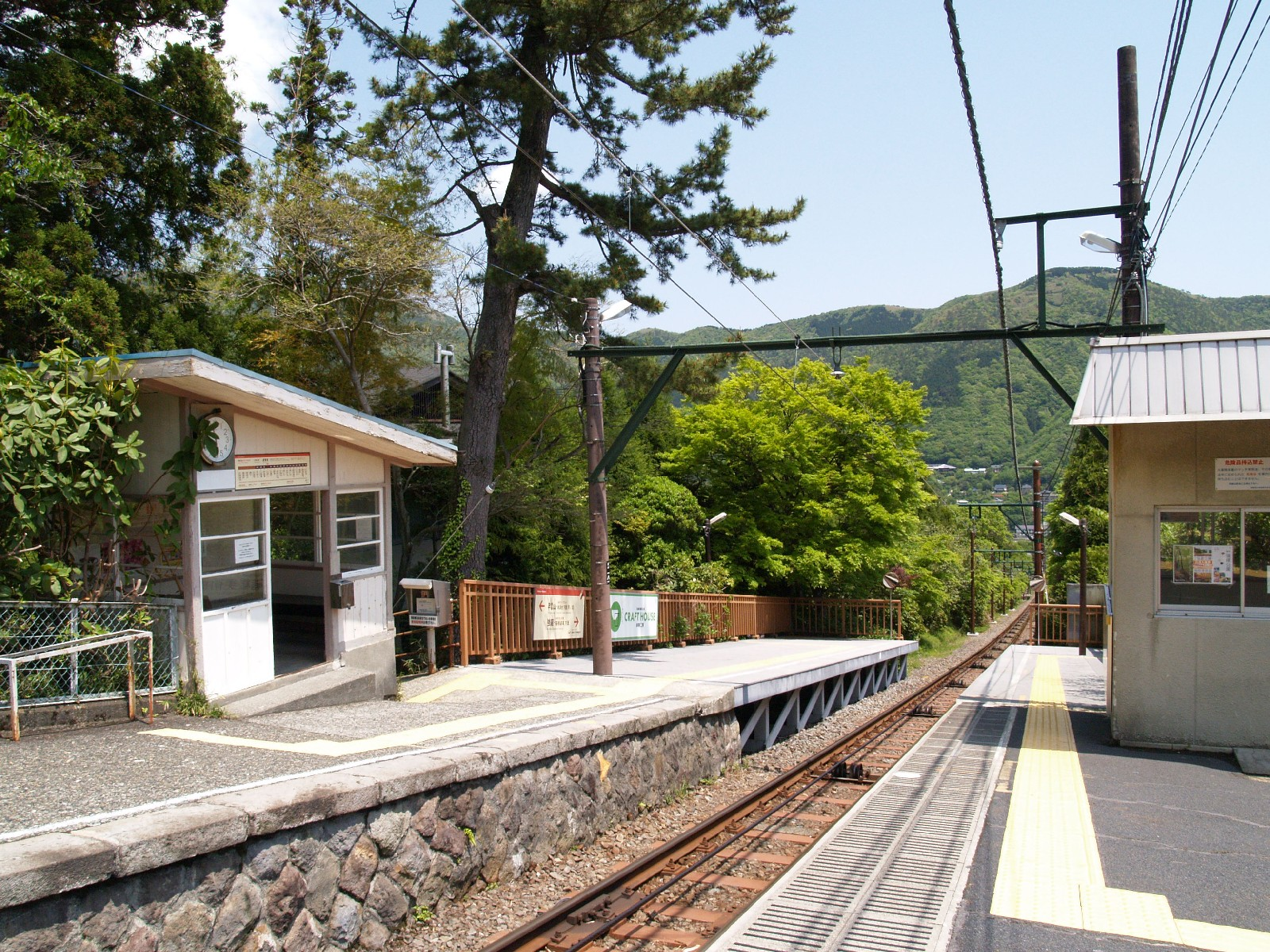
ホーム（2009年5月）

相対式ホーム2面1線を有する地上駅。急斜面の場所であるがホームは階段状でなくスロープとなっている。線路の両側にホームがあり、停車したケーブルカーは両側の扉を開ける。
無人駅であり、乗車駅証明書発券機設置。
駅構内に両ホームを行き来する通路はないが、ホーム下をアンダーパスする道路で線路の反対側へ渡ることができる。
なお、箱根登山鉄道の表示看板やパンフレットでは各駅の標高が示されており、かつては624 mと表記されていたが、2013年の再調査で611 mに訂正されている。

## 利用状況
2008年度の1日平均乗車人員は60人である。近年の1日平均乗車人員推移は下記の通り。
| 年度               | 1日平均 乗車人員 | 出典    |
| ------------------ | ---------------- | ------- |
| 1998年（平成10年） | 133              | [ * 1 ] |
| 1999年（平成11年） | 111              | [ * 2 ] |
| 2000年（平成12年） | 93               | [ * 2 ] |
| 2001年（平成13年） | 86               | [ * 3 ] |
| 2002年（平成14年） | 75               | [ * 3 ] |
| 2003年（平成15年） | 65               | [ * 4 ] |
| 2004年（平成16年） | 53               | [ * 4 ] |
| 2005年（平成17年） | 48               | [ * 5 ] |
| 2006年（平成18年） | 59               | [ * 5 ] |
| 2007年（平成19年） | 56               | [ * 6 ] |
| 2008年（平成20年） | 60               | [ * 6 ] |

## 駅周辺
- 強羅公園（西門） - 徒歩1分
- 箱根美術館 - 駅前
- 箱根登山バス「箱根美術館・強羅公園」停留所（停留所番号：433）

## 隣の駅
小田急箱根
 鋼索線（箱根登山ケーブルカー）
公園下駅 (OH 58) - 公園上駅 (OH 59) - 中強羅駅 (OH 60)